# El Molinet (Alcover)
El Molinet és un monument del municipi d'Alcover protegit com a bé cultural d'interès local.

## Descripció
L'antic molí està situat en un lloc pròxim al pont dels Moros, al costat del riu Glorieta. Popularment se'l coneix com el molinet. És un conjunt d'edificacions de les quals el cos principal dona al riu, d'on es proveïa d'aigua. És de grans dimensions i format per dos cossos de diferent alçada, que aprofiten el desnivell del terreny. Les obertures són en general d'arc rebaixat i allindanades, i la coberta és de teula, a una vessant.

## Història
El molí va ser construït durant el segle xviii. Madurell fa esment de diversos documents que semblen correspondre a aquest edifici. una escriptura de poder, datada el 1777, que parla de la concessió del dret d'utilització de l'aigua per a l'ús d'un molí paperer a la partida anomenada "El Molinet", una àpoca de pagament del mestres d'obres amb data 1.2.1781, on consta la data d'inici i acabament de l'obra (1778-1780), un contracte de societat de l'hisendat Pere Güell amb Jaume Pons, paperaire de La Riba, per a l'explotació industrial del molí, i finalment la referència documental del 16 de maig de 1789, en un contracte de venda. A Alcover, la indústria paperera va ser de gran importància econòmica durant els segles XVIII i xix. Al llarg del riu Glorieta hi havia diversos molins que produïen paper. En aquest edifici va viure l'escriptor Joan Puig i Ferrater.